# Catalogus Professorum Rostochiensium
Catalogus Professorum Rostochiensium (CPR) är ett lexikon på nätet som innehåller alla professorer som undervisat vid Rostocks universitet. Målet har varit att dokumentera professorernas akademiska karriär. För de flesta professorerna mellan 1563 och 2012 finns det detaljerad information som biografi, foto, publikationer och andra källor. Uppslagsorden är kopplade till andra digitala resurser som Gemeinsame Normdatei och Rostocker Matrikelportal.